# Brech
Brech település Franciaországban, Morbihan megyében. Lakosainak száma 7057 fő (2022. január 1.). Brech Pluvigner, Pluneret, Plumergat, Auray, Ploemel, Locoal-Mendon, Landaul és Crac’h községekkel határos.

## Népesség
A település népességének változása:
| Lakosok száma | 2909 | 3554 | 3990 | 5948 | 6754 | 6661 | 6637 | 6660 | 6792 | 7057 |
|               | 1968 | 1982 | 1990 | 2006 | 2013 | 2015 | 2017 | 2019 | 2020 | 2022 |